# Yaakobishvili Antal
Yaakobishvili Antal (Budapest, 2004. július 12. –) magyar korosztályos válogatott labdarúgó, hátvéd. A La Liga2-ben szereplő FC Andorra játékosa, kölcsönben a Girona csapatától.

## Pályafutása

### Klubcsapatokban
Pályafutását Magyarországon kezdte testvérével, Áronnal a Baráti Bőrlabda FC csapatában - 2012-ben. 2014 júliusától az Angyalföldi SI DSE, 2015 szeptemberétől több mint két évig az MTK Budapest korosztályos csapatának volt a tagja. 2017-ben családjával Spanyolországba költöztek, és a Sant Just-nál folytatta tovább a pályafutását.

#### Girona
2021-ben igazolta le Katalónia harmadik legnevesebb klubja, a Girona, ahol kezdetben az U19-es csapatban szerepelt.
2022. szeptember 21-én meghosszabbították a szerződését 2025-ig.
Az első felnőtt mérkőzését a B-csapatban játszotta 2022. november 12-én a Tercera Federaciónban (spanyol ötödosztály) szereplő L’Hospitalet elleni 4–1-es győztes bajnokin.
Az első gólját 2023. december 2-án szerezte az UE Tona vendégeként 2–0-s győztes találkozón.
2023. november 1-jén a San Roque Lepe elleni Copa del Rey mérkőzésen lett nevezve első alkalommal a Girona első cspaptának a meccskeretébe. 2024. január 17-én debütált a Rayo Vallecano elleni 3–1-es spanyol kupa nyolcaddöntő-mérkőzésen, Juanpét váltva a második játékrész kezdése előtt. A La Ligában január 21-én lépett először pályára, a Sevilla elleni 5–1-es győztes hazai bajnokin. Az első félidő 30. percében csereként állt be, újra Juanpét váltva.
Január 24-én a Mallorca vendégeként 3–2-re elvesztett spanyol kupa negyeddöntőn lépett pályára kezdőként először a csapat színeiben. Az ellenfél harmadik találata előtt a 16-oson belül az egyik lövésből a kezére pattant a labda, amit szabálytalannak ítélt meg a játékvezető. 2024. február 2-án meghosszabbították az eredetileg 2025-ben lejáró szerződését, 2028 nyaráig.
2025. január 29-én bemutatkozhatott a Bajnokok Ligájában is, amikor kezdőként kapott lehetőséget az Arsenal elleni alapszakasz-mérkőzésen.

### A válogatottban
2021. augusztus 17-én lépett pályára először Magyarország színeiben az U18-as csapatban, egy 2–0-ra elvesztett barátságos mérkőzésen, Írország U18-as csapata ellen.
2023. február 21-én mutatkozott be az U19-es csapatban, az Észtország U19 elleni felkészülési mérkőzésen. Az első tétmeccsét az U19-es Európa-bajnoki selejtező mérkőzésen játszotta, az angolok elleni 1–0-ra elvesztett találkozón.
2023. november 9-én Gera Zoltán behívta az U21-es csapatba a spanyolok és a skótok elleni Eb-selejtező mérkőzésre.
November 21-én mutatkozott be a Skócia elleni 0–0-ra végződő találkozón, az 5. percben Csinger Márkot váltva.

#### A felnőtt csapatban
2024. augusztus 27-én Marco Rossi szövetségi kapitány hívta be először a magyar felnőtt válogatott keretébe, pályára azonban nem lépett.

## Magánélete
Yaakobisvili Budapesten született; édesanyja magyar, édesapja Grúziában született, és két évet töltött Izraelben, ami lehetővé tette számára az izraeli állampolgárságot. Testvére, Yaakobishvili Áron, szintén magyar utánpótlás válogatott labdarúgó, akivel jelenleg csapattársak az FC Andorra csapatánál.

## Statisztika

### Klubcsapatokban
2025. július 23-i állapot szerint.
| Klub                    | Szezon         | Bajnokság          | Bajnokság | Bajnokság | Kupa  | Kupa  | Nemzetközi | Nemzetközi | Egyéb | Egyéb | Összesen | Összesen |
| Klub                    | Szezon         | Liga               | Mérk.     | Gólok     | Mérk. | Gólok | Mérk.      | Gólok      | Mérk. | Gólok | Mérk.    | Gólok    |
| ----------------------- | -------------- | ------------------ | --------- | --------- | ----- | ----- | ---------- | ---------- | ----- | ----- | -------- | -------- |
| Girona B                | 2022–23        | Tercera Federación | 14        | 1         | —     | —     | —          | —          | —     | —     | 14       | 1        |
| Girona B                | 2023–24        | Tercera Federación | 22        | 0         | —     | —     | —          | —          | —     | —     | 22       | 0        |
| Girona B                | 2024–25        | Tercera Federación | 32        | 2         | —     | —     | —          | —          | —     | —     | 32       | 2        |
| Girona B                | Összesen       | Összesen           | 68        | 3         | —     | —     | —          | —          | —     | —     | 68       | 3        |
| Girona                  | 2023–24        | La Liga            | 1         | 0         | 2     | 0     | —          | —          | —     | —     | 3        | 0        |
| Girona                  | 2024–25        | La Liga            | 0         | 0         | 1     | 0     | 1          | 0          | 2     | 0     | 4        | 0        |
| Girona                  | Összesen       | Összesen           | 1         | 0         | 3     | 0     | 1          | 0          | 2     | 0     | 7        | 0        |
| FC Andorra (kölcsönben) | 2025–26        | La Liga 2          | 0         | 0         | 0     | 0     | —          | —          | —     | —     | 0        | 0        |
| Teljes karrier          | Teljes karrier | Teljes karrier     | 69        | 3         | 3     | 0     | 1          | 0          | 2     | 0     | 75       | 3        |

1. ↑  Mérkőzése(i) a Bajnokok Ligájában.
2. ↑  Mérkőzése(i) a Katalán kupában.